# Gummo
Ne doit pas être confondu avec Gummo Marx.
Pour plus de détails, voir Fiche technique et Distribution.
Gummo est un film américain indépendant. Il s'agit du premier long métrage écrit et réalisé par Harmony Korine en 1997.

## Synopsis
Le film raconte la vie des habitants de Xenia, dans l'Ohio, qui furent traumatisés par une tornade qui frappa leur ville, événement inspiré de l'éruption de tornades du Super Outbreak d'avril 1974. Un des premiers plans du film montre un chien mort accroché à une antenne de télévision, sur le toit d'une maison.
Le film s'attache plus particulièrement à la vie de deux adolescents livrés à eux-mêmes, Solomon et Tummler, qui passent leur temps à tuer des chats pour les vendre à un boucher ou à sniffer de la colle. Sans véritable intrigue, d'autres personnages tout aussi marginaux et déjantés émaillent le récit, comme deux sœurs aux cheveux décolorés ou encore la famille qui encourage ses enfants à faire des combats de boxe dans leur cuisine, le tout avec toujours de nombreuses canettes de bière. Un autre garçon, portant de grandes oreilles de lapin, Bunny Boy, traverse le film d'une manière énigmatique, jouant de l'accordéon ou urinant du haut d'un pont sur les voitures. 
Entre images de violence gratuite et moments de la vie quotidienne étrangement décalés, le réalisateur met en scène des Américains en perte de repères. Le film semble rendre hommage aux oubliés de la société américaine et une certaine poésie se dégage, soutenue par une bande-son hétéroclite, mêlant à la fois des ballades traditionnelles américaines à la musique Metal. Clin d'œil au public, Harmony Korine se glisse même dans son propre film, en incarnant un jeune homme complètement saoul, réclamant désespérément de l'affection mais sans recevoir ce qu'il attend de l'autre personnage...

## Fiche technique
- Titre : Gummo
- Réalisation : Harmony Korine
- Scénario : Harmony Korine
- Photographie : Jean-Yves Escoffier
- Pays de production :  États-Unis
- Genre : comédie dramatique
- Durée : 95 minutes
- Dates de sortie :
  - États-Unis : 29 août 1997 (Festival du film de Telluride)
  - France : 9 juin 1999
- Interdit aux moins de 16 ans[Où ?]

## Distribution
- Jacob Reynolds : Solomon
- Nick Sutton : Tummler
- Lara Tosh : fille dans la voiture
- Jacob Sewell : Bunny Boy
- Darby Dougherty : Darby
- Chloë Sevigny : Dot
- Carisa Glucksman : Helen
- Jason Guzak : Skinhead 1
- Casey Guzak : Skinhead 2
- Wendall Carr : Huntz
- James Lawhorn : cow-boy 1
- James Glass : cow-boy 2
- Ellen M. Smith : Ellen
- Charles Matthew Coatney : Eddie
- Harmony Korine : garçon sur le canapé
- Linda Manz : La mère de Solomon

## Tournage
La plus grande partie du film est tournée à Nashville (Tennessee) avec des acteurs débutants ou très peu expérimentés. Les moyens techniques utilisés sont rudimentaires et le réalisateur amplifie encore l'effet amateur en accentuant volontairement les bougés ou les surexpositions. Le titre du film semble faire référence à Gummo Marx, le moins connu des Marx Brothers qui quitta la scène avant la célébrité du groupe.

## Analyse du film
Sorti assez confidentiellement dans de nombreux pays, Gummo a tout de même obtenu une certaine notoriété de par l'originalité de sa facture et de son propos et a acquis le statut de film culte [citation nécessaire]. Il met l'accent sur les aspects trash des personnes qui sont filmées, mais sans jamais s'en moquer. Il mélange les styles entre reportage réaliste, proche du film de famille en 8 mm, et essai d'inspiration surréaliste. [citation nécessaire]
C'est un film d'avant-garde pour le cinéma américain. [citation nécessaire]